# Jon Brooks (musicista)
Jon Brooks, noto anche con lo pseudonimo di The Advisory Circle e King of Woolworths (...), è un musicista britannico.

## Biografia
Dal 2001, l'artista ha pubblicato, inizialmente su Internet e poi per la Mantra Recordings, musica elettronica sperimentale a nome King of Woolworths. Tuttavia, Jon Brooks è perlopiù noto per le sue pubblicazioni a nome Advisory Circle, alias con cui ha esordito nel 2005 pubblicando il mini-album Mind How You Go. Ad esso sono seguiti altre pubblicazioni per la Ghost Box quali Other Channels (2008), As the Crow Flies (2011), From Out Here (2014) e Ways of Seeing (2018). Secondo The Wire, nel suo sound ispirato ai film di informazione pubblica degli anni settanta "tutto sembra tranquillo, ma c'è qualcosa che non va". In una recensione su Rumore dell'album Ways of Seeing è scritto:

## Discografia parziale

### Come Jon Brooks
- 2011 – Music for Thomas Carnacki
- 2011 – Music for Dieter Rams
- 2012 – Shapwick
- 2012 – Dieter Rams - Reconstructions
- 2014 – 52
- 2015 – Walberswick
- 2017 – Autres Directions

### Come Advisory Circle
- 2005 – Mind How You Go
- 2008 – Other Channels
- 2011 – As the Crow Flies
- 2014 – From Out Here
- 2018 – Ways of Seeing

### Come King of Woolworths
- 2001 – Ming Star
- 2003 – L'Illustration Musicale
- 2004 – Rediffusion